# RuPaul's Drag Race UK
RuPaul's Drag Race UK is een Britse talentenjacht voor dragqueens en is een spin-off van het Amerikaanse RuPaul's Drag Race. Het is de tweede niet-Amerikaanse spin-off, na de Thaise versie, en de eerste die gepresenteerd wordt door RuPaul zelf. De serie is zeer vergelijkbaar met de Amerikaanse variant; wekelijks krijgt een groep dragqueens een opdracht om uit te voeren. De twee die het slechtste hebben gepresteerd in de opdracht, playbacken tegen elkaar. De verliezer van de playback verlaat vervolgens de wedstrijd.
Het eerste seizoen werd uitgezonden vanaf 3 oktober 2019. Al snel werd de productie van een tweede seizoen aangekondigd met een geplande uitzenddatum in 2020. De opnames werden echter in maart 2020 stopgezet vanwege de coronapandemie. Op 15 december 2020 werd bekendgemaakt dat het tweede seizoen op 14 januari 2021 van start zou gaan. Nog zelfs voor het begin van het tweede seizoen werd casting voor het derde seizoen aangekondigd, waarvan de begindatum ook in 2021 gepland staat. De cast van het derde seizoen werd vervolgens officieel bekendgemaakt op 19 augustus 2021 en bevatte de eerste deelnemer van de Britse spin-off die terugkeert, Veronica Green uit seizoen twee, en de eerste deelnemer die een cisgender vrouw is in de gehele franchise, Victoria Scone.
Een seizoen bestaande uit verschillende voormalige internationale deelnemers werd in december 2021 aangekondigd onder de naam RuPaul's Drag Race: UK vs The World met het Verenigd Koninkrijk als gastland.

## Overzicht van de seizoenen
| Seizoen | Begin             | Einde            | Winnaar         | Runner-up(s)                 | Aantal deelnemers | Aantal afleveringen |
| ------- | ----------------- | ---------------- | --------------- | ---------------------------- | ----------------- | ------------------- |
| 1       | 3 Oktober 2019    | 29 November 2019 | The Vivienne    | Divina De Campo Baga Chipz   | 10                | 9                   |
| 2       | 14 Januari 2021   | 18 Maart 2021    | Lawrence Chaney | Bimini Tayce                 | 12                | 10                  |
| 3       | 24 September 2021 | 25 November 2021 | Krystal Versace | Ella Vaday Kitty Scott-Claus | 12                | 10                  |
| UKvTW   | 1 Februari 2022   | 8 Maart 2022     | Blue Hydrangea  | Mo Heart                     | 9                 | 6                   |
| 4       | 22 September 2022 | 25 November 2022 | Danny Beard     | Cheddar Gorgeous             | 12                | 10                  |
| 5       | 28 September 2023 | 30 November 2023 | Ginger Johnson  | Michael Marouli              | 10                | 10                  |
| UKvTW 2 | 9 Februari 2022   | 29 Maart 2022    | Tia Kofi        | Hannah Conda                 | 11                | 8                   |

## UK vs The World
Op 21 december 2022 werd een speciaal seizoen aangekondigd van de serie onder de naam RuPaul's Drag Race: UK vs The World. Via Instagram liet producent WowPresents weten dat het Verenigd Koninkrijk het eerste land is dat een seizoen zal organiseren met negen voormalige deelnemers uit verschillende landen, vergelijkbaar met RuPaul's Drag Race All Stars. Net zoals reguliere seizoenen van RuPaul's Drag Race UK zal ook weer RuPaul de presentator en hoofdjurylid zijn met Michelle Visage, Alan Carr en Graham Norton als medejuryleden. Vervolgens werd op 17 januari 2022 de cast en uitzendingsdatum van 1 februari bekendgemaakt. De gastjuryleden van het seizoen bestaan uit Clara Amfo, Daisy May Cooper, Jade Thirlwall, Jonathan Bailey, Johannes Radebe, Katie Price, Mel C en Michelle Keegan.
Net zoals seizoen 2, 3 en 4 van RuPaul's Drag Race All Stars worden door de jury iedere week de twee besten en de (minimaal) twee slechtsten van de week uitgekozen. De twee besten playbacken vervolgens tegen elkaar. De deelnemer die het beste playbackoptreden heeft gegeven, krijgt de macht om een van de slechtsten van de week te elimineren.

#### Deelnemers
| Land                | Deelnemers    | Leeftijd | Origineel Seizoen                       | Originele Ranking | Uitkomst |
| ------------------- | ------------- | -------- | --------------------------------------- | ----------------- | -------- |
| Verenigd Koninkrijk | Blu Hydrangea | 25       | RuPaul's Drag Race UK: Seizoen 1        | 5e                | 1e       |
| Verenigde Staten    | Mo Heart      | 34       | RuPaul's Drag Race: Seizoen 10          | 8e                | 2e       |
| Verenigde Staten    | Mo Heart      | 34       | RuPaul's Drag Race All Stars: Seizoen 4 | 3/4e              | 2e       |
| Verenigd Koninkrijk | Baga Chipz    | 31       | RuPaul's Drag Race UK: Seizoen 1        | 3e                | 3/4e     |
| Verenigde Staten    | Jujubee       | 36       | RuPaul's Drag Race: Seizoen 2           | 3e                | 3/4e     |
| Verenigde Staten    | Jujubee       | 36       | RuPaul's Drag Race All Stars: Seizoen 1 | 3/4e              | 3/4e     |
| Verenigde Staten    | Jujubee       | 36       | RuPaul's Drag Race All Stars: Seizoen 5 | 2e                | 3/4e     |
| Nederland           | Janey Jacké   | 28       | Drag Race Holland: Seizoen 1            | 2e                | 5e       |
| Thailand            | Pangina Heals | 32       | Drag Race Thailand: Seizoen 1           | Presentator       | 6e       |
| Thailand            | Pangina Heals | 32       | Drag Race Thailand: Seizoen 2           | Presentator       | 6e       |
| Canada              | Jimbo         | 37       | Canada's Drag Race: Seizoen 1           | 4e                | 7e       |
| Verenigd Koninkrijk | Cheryl Hole   | 27       | RuPaul's Drag Race UK: Seizoen 1        | 4e                | 8e       |
| Canada              | Lemon         | 25       | Canada's Drag Race: Seizoen 1           | 5e                | 9e       |